# 芥叶千里光
芥叶千里光（学名：Senecio desfontainei）是菊科千里光属的植物。分布于加那利群岛、北非洲、西南亚及喜马拉雅以及中国大陆的西藏等地，生长于海拔3,100米至4,600米的地区，多生长于溪边多砂砾地和山坡，目前尚未由人工引种栽培。